# Fernão Joanes
Fernão Joanes é uma povoação portuguesa sede da Freguesia de Fernão Joanes do Município da Guarda, freguesia com 25,07 km² de área e 186 habitantes (censo de 2021), tendo, por isso, uma densidade populacional de 7,4 hab./km².
Localiza-se a sudoeste da Guarda, a quase 1000 metros de altitude (950 metros) e possui um passado ligado à pastorícia. Hoje em dia há poucos rebanhos. 
A principal festa da povoação é a da Senhora do Soito, realizada em maio. Nesta localidade realizam-se dois eventos de relevância, a Festa da Transumância e o Campeonato Europeu de Motocross.
Pertence à rede de Aldeias de Montanha.

## Demografia
A população registada nos censos foi:
| Distribuição da População por Grupos Etários | Distribuição da População por Grupos Etários | Distribuição da População por Grupos Etários | Distribuição da População por Grupos Etários | Distribuição da População por Grupos Etários |
| -------------------------------------------- | -------------------------------------------- | -------------------------------------------- | -------------------------------------------- | -------------------------------------------- |
| Ano                                          | 0-14 Anos                                    | 15-24 Anos                                   | 25-64 Anos                                   | > 65 Anos                                    |
| 2001                                         | 39                                           | 36                                           | 141                                          | 117                                          |
| 2011                                         | 16                                           | 32                                           | 124                                          | 97                                           |
| 2021                                         | 4                                            | 4                                            | 81                                           | 97                                           |

## Património
- Igreja Paroquial de Fernão Joanes
- Capela da Senhora do Soito
- Capela do Espírito Santo